# Дубакин, Сергей Сергеевич
Сергей Сергеевич Дубакин (род. 14 августа 2000, Новосибирск) — российский хоккеист, нападающий.

## Биография
Воспитанник «Сибири». В сезонах 2017/18 — 2020/21 играл в команде МХЛ «Сибирские снайперы». 30 сентября 2020 года дебютировал в КХЛ в гостевом матче «Сибири» против «Авангарда» (0:1). Сезон 2022/23 провёл в аренде в хабаровском «Амуре».
26го ноября 2024 года «Сибирь» и «Амур» совершили обмен, в результате которого в «Сибирь» перешёл вратарь Дмитрий Лозебников, а в «Амур» отправился нападающий Дубакин.

## Статистика выступлений
| Легенда | Легенда                    | Легенда | Легенда                   | Легенда | Легенда    |
| ------- | -------------------------- | ------- | ------------------------- | ------- | ---------- |
| И       | Количество проведённых игр | Штр     | Штрафное время            | +/−     | Плюс-минус |
| Г       | Голы                       | П       | Голевые передачи          | О       | Очки       |
| -       | Статистика неизвестна      | —       | Статистика не учитывалась |         |            |